# Internets historia i Sverige

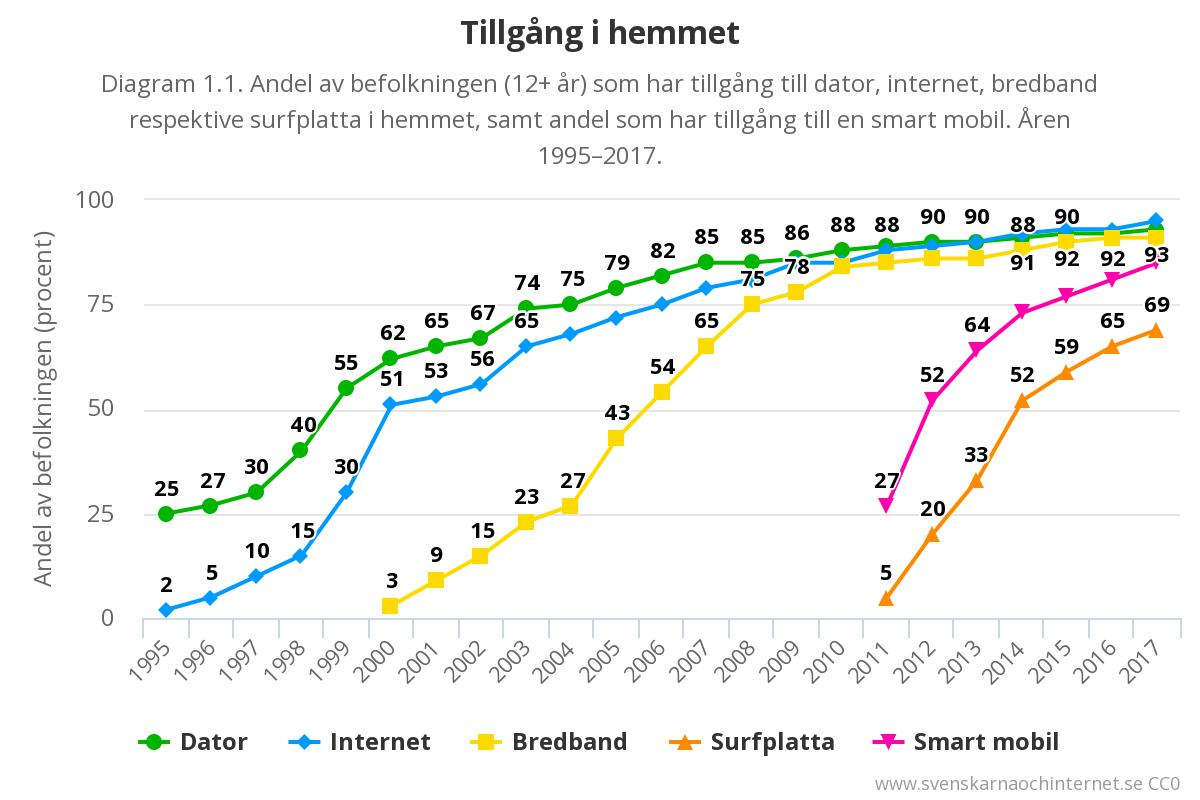
Andel av den svenska befolkningen (12+ år) som har tillgång till dator, internet, bredband, respektive surfplatta i hemmet, samt andel som har tillgång till en smart mobil. Åren 1995–2017.

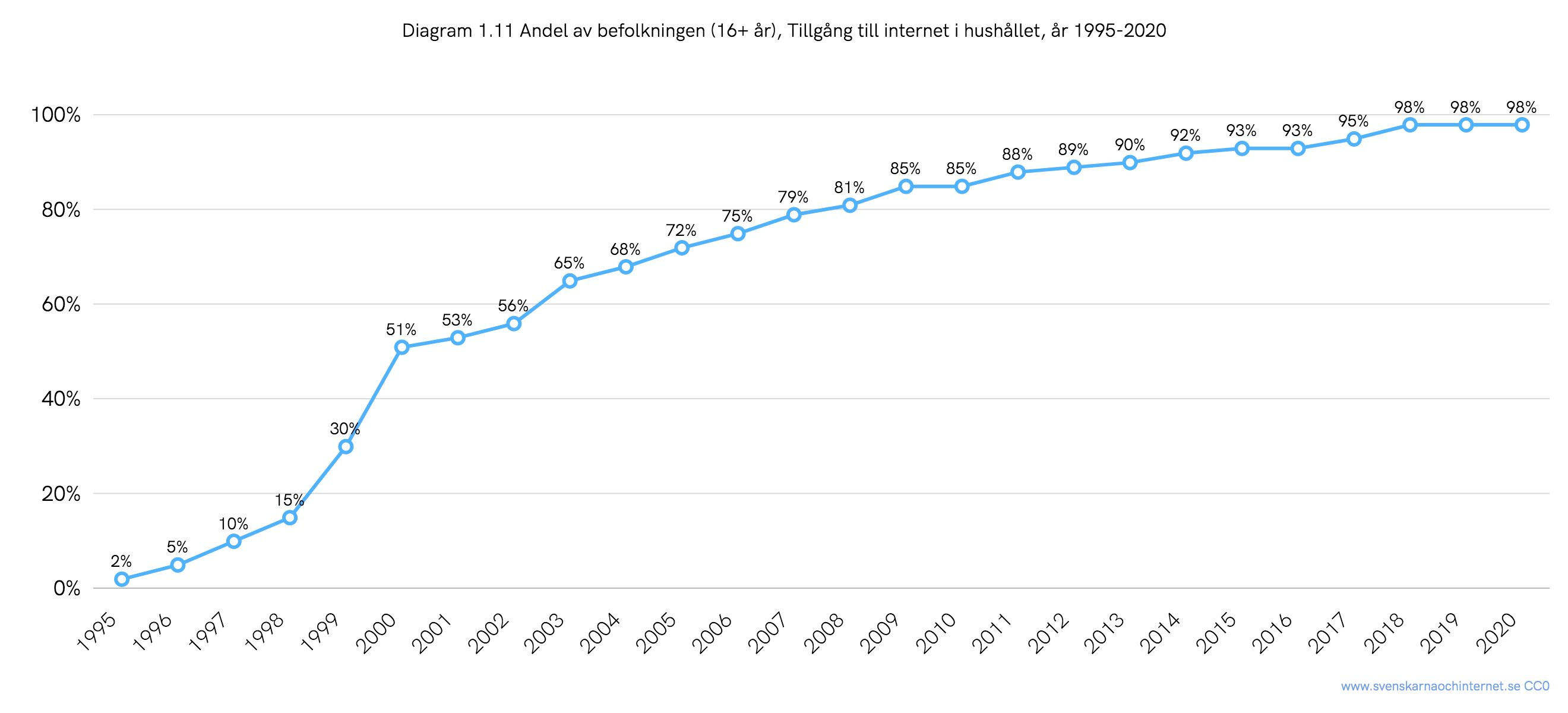
Andel av den svenska befolkningen (16+ år) som hade tillgång till internet i hushållet, år 1995–2020.

Internets historia i Sverige kan anses ha inletts 1984, då ett svenskt nät för första gången blev en del av internet. Redan tidigare hade man dock dataförbindelser mellan vissa högskolor och universitet via koppling med modem och UUCP till den europeiska delen av internet. Internets föregångare Arpanet tog sin start runt 1969 i Kalifornien i USA. Det Arpanet-liknande nätet TIDAS utvecklades av Asea i Sverige 1972 till 1975, och innefattade en innovation av den svenska forskaren Torsten Cegrell som tidigt även kom att byggas in i Arpanet och därmed internet. Rent generellt så har det svenska nätets uppbyggnad börjat med högskolor och universitet för att sedan expandera med renodlat kommersiella operatörer som erbjudit tillgång först till stora företag; och 1994 till allmänheten.
Det dröjde till 1988 innan det skapades tillgång till ett direktkopplat internet i form av universitets- och högskolenätet SUNET som i sin tur sammankopplades med en direkt förbindelse till USA, även om hastigheten var låg (9,6 kbit/s). År 1991 startade Swipnet sin verksamhet och blev därmed Sveriges första kommersiella internetleverantör. År 1994 började leverantörer erbjuda Internetuppkoppling till privatpersoner; då via modem.

## 1970- och 80-talen
Den 15 juni 1973 kopplas en dator i Norge upp till Arpanet via en markstation i Tanum, Bohuslän. Storbritannien fick en uppkoppling månaden därpå och internet började växa.

Stockholms Datamaskincentral för högre utbildning och forskning, som utvecklade KOM-systemet och inhyste den första svenska noden för Internet.

I Sverige är KOM-systemet centralt i internethistorien. År 1978 utvecklades det på Stockholms Datamaskincentral, QZ, av Jacob Palme och Torgny Tholerus. KOM-systemet var en BBS där användare kunde koppla upp sig mot en central dator och diskutera med varandra, spela spel och byta filer. Via en koppling till Arpanet kunde användarna av KOM-systemet från 1982 även skicka e-post.
År 1979 startade Televerket sin Datavisionstjänst (senare kallad Videotex) som man kopplade upp sig till med modem samt speciell programvara och abonnemang. Kommersiellt erbjöds det 1982. Många större företag anammade tjänsten, men i övrigt fick den ingen större utbredning. Tjänsten lades ner 1993.
Det första svenska ideellt drivna elektroniska diskussionsforumet (BBS) som var tillgängligt via modemuppkoppling startades 1980 av ABC-klubben.

### TCP/IP eller X.25
Under 1980-talet rådde det delade meningar om huruvida protokollen TCP/IP eller X.25 skulle användas som teknik för att skicka information. Televerken i Europa föredrog X.25-systemet, som förutom att vara säkert även lät myndigheterna ta betalt för trafiken. I Sverige hette Televerkets system för detta Datapak. Systemet används fortfarande på platser som behöver extra hög säkerhet, exempelvis på kontokortsterminaler och i uttagsautomater. Slutligen var det TCP/IP med sin flexibilitet som stod som segrare och vissa anser att internet föddes 1 januari 1983 när Arpanet gick över från tvåvägskommunikation med NCP till TCP/IP.

### E-post

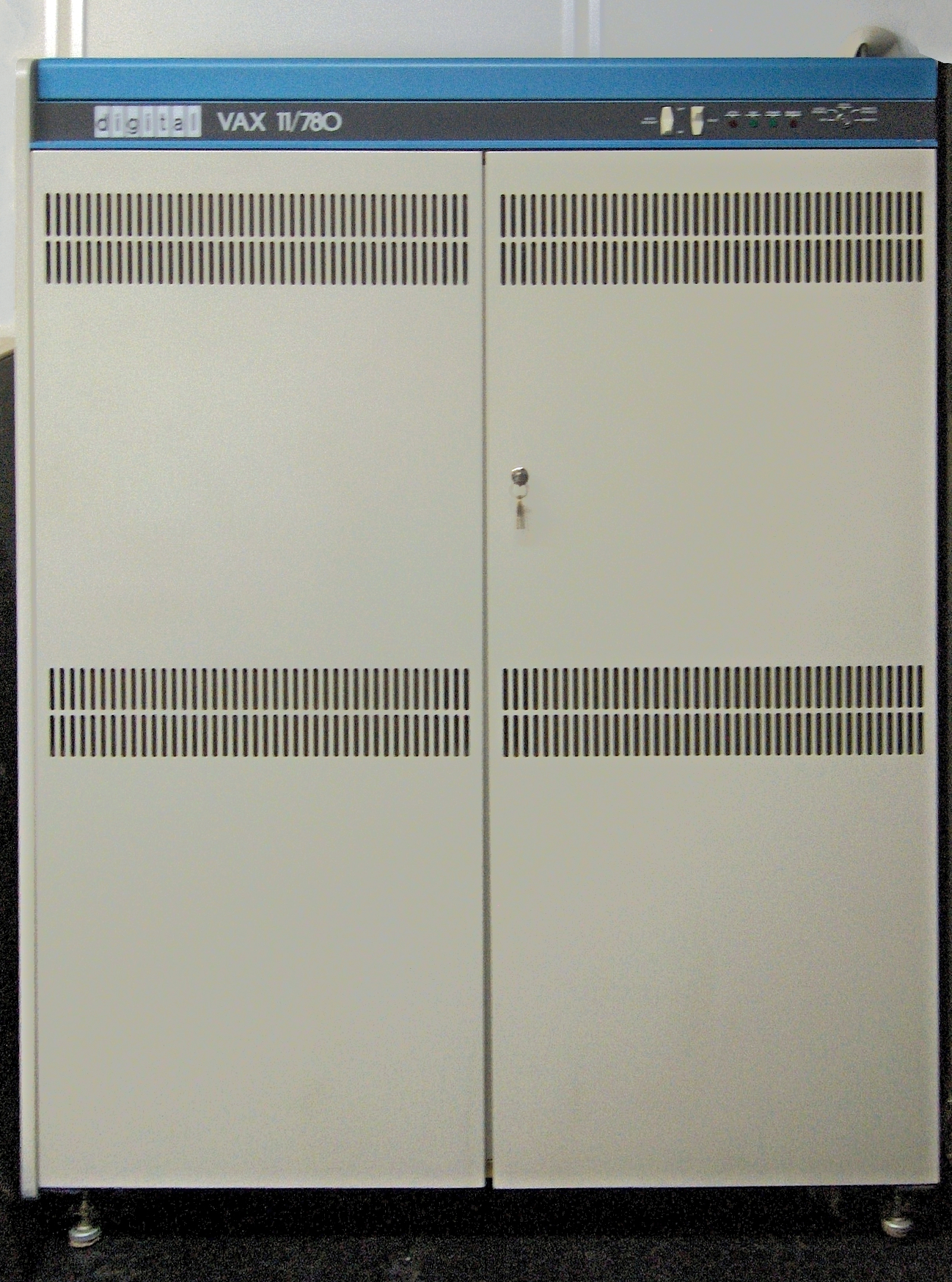
En VAX 780.

Det första e-postmeddelandet som togs emot i Sverige skickades av Jim McKie från Amsterdams matematikcentrum till Björn Eriksen på Enea i Stockholm den 7 april 1983. För att kunna ta emot meddelandet hade Eriksen kopplat en VAX 780-dator till den europeiska delen av Internet med ett modem för 1200 bit/s. Datorterminalen som tog emot meddelandet, en Digital DECwriter III, finns sedan oktober 2023 på Tekniska museet i Stockholm.
År 1983 upphörde Televerkets ensamrätt på att leverera modem för hastigheter upp till 1200 bit/s.
På försommaren 1984 fick Sverige sin första egna del av internet, genom att forskningsassistenten Ulf Bilting på Chalmers i Göteborg kopplade in det lokala nätet på Institutionen för Informationsbehandling som IP-nätnummer 192.5.50.0

### Universitetsvärlden är pionjärer

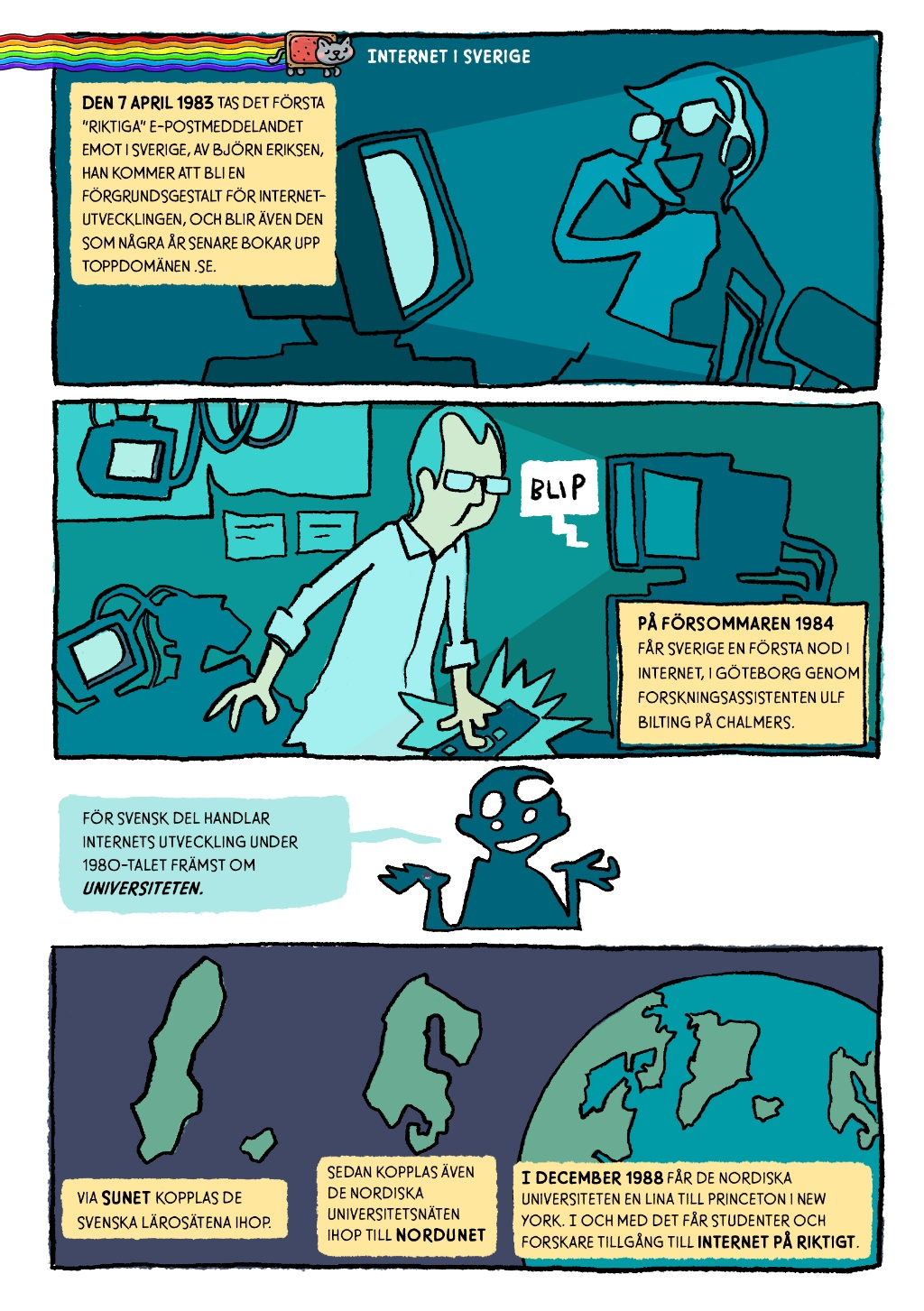
Skildring av internetutvecklingen under 1980-talet, ur serietidningen "Berättelsen om internet".

Under 1980-talet handlade internets utveckling i Sverige till stor del om universiteten. Universitetsnätverket Sunet skapades och kopplade ihop de svenska lärosätena. Detta möjliggjorde för forskare och studenter att kommunicera digitalt med varandra samt att skicka meddelanden och dokument. Efterhand kopplades även de nordiska universitetsnäten ihop till Nordunet, och i december 1988 fick de nordiska universiteten en lina till Princeton University i New Jersey. I och med detta fick studenter och forskare i Sverige tillgång till det internationella internet på riktigt. Mellan 1979 och 1988 använde universitetsnätverket Sunet Televerkets X.25 för att sedan lämna det permanent till förmån för hyrda direktförbindelser.
Utanför universitetsväsendet fick gemene man fortsatt nöja sig med klotterplank och spel via BBS:er. Datorerna i dessa nåddes via vanlig telefon och hade ofta bara utrymme för ett samtal åt gången. Det kunde alltså bara användas av en användare åt gången och ofta stod de hemma hos den som ägde BBS:en. År 1985 startades en ny BBS, Q-Zentralen, av ABC-klubben. Denna version tillät flera samtidiga användare, tack vare en DEC-10-dator som ABC-klubben fick tillgång till, och därmed diskussioner i realtid. Diskussionsforumets utformning påminde om det amerikanska Usenet-systemet, med en funktion som påminde om utländska onlinetjänster såsom amerikanska Prodigy samt engelska Compunet. Q-Zentralen var tillgänglig på ideell grund via uppkoppling med modem. I diskussionsgrupperna på Q-Zentralen figurerade många av de personer som senare skulle bli viktiga nyckelpersoner i det kommande elektroniska Sverige: Sven Wickberg, Anders Franzén, Henrik Schyffert och Jan-Inge Flücht.
År 1983 motionerade några socialdemokratiska riksdagsledamöter om en skatt på allt datoranvändande, se motion "1983/84:596 av Kurt Ove Johansson (s) och Stig Gustafsson (s) I molionen yrkas atl riksdagen hos regeringen begär en utredning om alt beskatta eller avgiftsbelägga användningen av datorer.". (sic!)
År 1986 registrerade Björn Eriksen toppdomänen .se vilken han kom att administrera fram till 1997.

## 1990-talet
År 1990 skapade Tim Berners-Lee World Wide Web. Webben är fri och gratis att använda för både utvecklare och surfare. Den första webbplatsen lanserades 1991 vid forskningscentrumet CERN i Schweiz, och finns fortfarande kvar. I maj 1990 togs ett initiativ till att bilda Swedish Network Users' Society (SNUS) som skulle främja användandet av nätverk baserat på TCP/IP. Föreningen var också instrumentella i att företag och vanliga svenskar året därpå kunde börja använda nätet när Swipnet, en del av Stenbecksfären, blev den första kommersiella internetleverantören. Televerket hade kunnat bli först, men de föredrog X.25-tekniken och tackade nej. Televerket skapade dock via Unisource Tipnet som ett snabbt men halvhjärtat försök till motdrag.
Parallellt med webben fanns också det mer mappliknande systemet Gopher. Med tiden tog webben överhanden och Gopher blev allt mer inaktuellt när webbläsaren Mosaic lanserades 1993. I och med den kunde man nämligen också titta på bilder, till skillnad från tidigare varianter som bara visat text.
År 1990 uppgraderades Nordunets atlantlänk till USA till 64 kbit/s, år 1991 uppgraderades den till 128 kbit/s och 1992 till 512 kbit/s
Televerkets monopol på fasta förbindelser upphörde 1993. Samma år installerade Linköpings universitets datorförening Lysator fast anslutning i studentbostadsområdet Ryd via en radiolänk (mikrovågslänk) under projektnamnet Rydnet.

### Populariteten ökar, webbyråer och forum startas

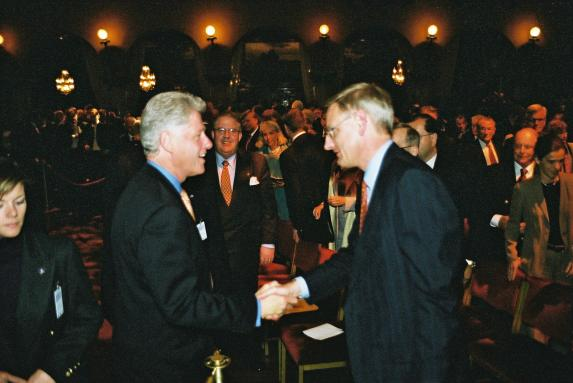
Bill Clinton och Carl Bildt, som var de första regeringscheferna att växla e-post med varandra.

I Sverige blev 1994 ett nyckelår i internetutvecklingen. Som första regeringschefer i världen mailade Carl Bildt med Bill Clinton med varandra och samma år lade staten en miljard svenska kronor till den nyskapade KK-stiftelsen för att satsa på teknik bland annat i skolan. I samma veva bildades IT-kommissionen som sjösatte en rad digitala satsningar, bland annat i skolan. I samband med riksdagsvalet 1994 skickades valresultatet för första gången ut via e-post och med anledning av det skaffade många svenska tidningar sina första hemsidor. Allra först ut blev Aftonbladet som la ut sina kultursidor på webben den 25 augusti 1994.
Samma år startades svenska Internetleverantörer. I maj 1994 öppnade Kuai Connection (Kuai betyder genombrott och beslutsamhet) och strax där efter i juli 1994 startade den 20-årige Ragnar Lönn Algonet (Älgö-nät, efter Älgö i Nacka där Lönn växt upp).   Dessa riktade sig till privatpersoner (Algonet hoppades inledningsvis på 400 betalande kunder) och fick gemene man att börja surfa i större antal. Kostnaden för nyttjande bestod i fast månadsavgift och minutavgift i form av samtalstaxa som på grund av Telias naturliga monopol på telefoni gjorde denna avgift hög. Även ABC-klubben kopplades upp och erbjöd modemuppkoppling till Internet. Eftersom uppkoppling över längre tid var dyrt tog en del till olovliga metoder som gratisnummer (020-) med kapade kreditkort för att kunna vara uppkopplade länge utan kostnad.
Vid denna tiden började internet att växa i Sverige, företagsledare skaffade mailadresser och webbyråer startades. År 1995 drogs en ny kabel över Atlanten vilket medförde att förbindelsen blev 34 Mbit/s, vilket ökade den svenska kapaciteten avsevärt. Det var vid tiden den kraftfullaste internationella förbindelsen då det tidigare rekordet låg på 6 Mbit/s. Sveriges Televisions nyhetsprogram Rapport sände 1995 ett reportage varje dag under en vecka om Internet. År 1995 hade 2 procent av den svenska befolkningen (12 år och uppåt) tillgång till internet i hemmet medan 25 procent hade tillgång till dator i hemmet.
År 1995 startade även punktidningen Flashback sin första webbsida. Där kunde läsarna chatta via en IRC-kanal och delta i mejlinglistor. Först fem år senare startades det diskussionsforum som namnet Flashback associeras med i dag.

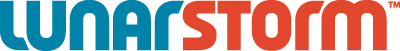
Lunarstorm, ett av världens första sociala nätverk.

Samtidigt lanserade Telias portal Passagen. Webbportaler blev ett begrepp på modet vid denna tiden. Under dessa år exploderade mängden hemsidor på internet och år 1996 blev ett internetabonnemang årets julklapp i Sverige. Vid samma tid startades communityt Stajlplejs (som år 2000 kommersialiserades och bytte namn till Lunarstorm) av Rickard Ericsson vilket var ett av världens allra första sociala nätverk. Sidan blev populär i Sverige, främst bland ungdomar.

### Allt fler erbjuds internettillgång
Det kommunala bolaget Ängelholms Kabel-TV AB var 1996 en av de första i landet att erbjuda internetåtkomst via kabel-TV anslutningen till 7 000 hushåll med 2 000 kr i anslutningsavgift och 300 kr/mån. Under det första året nappade ett hundratal hushåll på erbjudandet och kopplade upp sig. Samma år kopplades Umeås bostadsrättsförening Irrblosset som en av de första in på internet med 10 Mbit/s Ethernet till låg fast månadskostnad. Andra liknande projekt i Umeå var Baldakinen och Kvarteret Vittran.[källa behövs] Redan 1996 hade många studentbostäderna i Umeå fast internetuppkoppling 10Mbit/s. 
År 1997 testade Telia ostrypt ADSL-bredband och fiber till studenter och surfkiosker i Sundsvall, i ett pilotprojekt kallat Supernet. Projektet testades och visades många av de applikationer som vi idag tar för givna, ex Live Streamad Radio och Tv-kanaler, webbaserad multimedial och interaktiv utbildning och Live videomötestjänster. Tjänsterna producerades tillsammans med externa samarbetspartners, ex Sundsvall Tidning/Radio RIX, Mitthögskolan, Sundsvalls Kommun mfl. 
1997 sålde Sunet sin och Sveriges enda internetknutpunkt (D-GIX) till företaget Netnod efter att regeringen 1996 begärde att Internet i Sverige skulle formaliseras och säkras. 1998 öppnades en knutpunkt även i Göteborg och fler följde.
Fram till 1997 skötte Björn Eriksen på egen hand registreringen av alla .se-domäner i Sverige. Detta skötte han på fritiden hemifrån sin källare. Möjligheten att få ett eget .se-domännamn var förbehållen företag och organisationer. En utredning föreslog att en stiftelse skulle ta över registreringen och den 8 oktober 1997 skrev Björn Eriksen över ansvaret till nystartade Stiftelsen för Internetinfrastruktur (numera Internetstiftelsen i Sverige).
År 1997 beslutade Sveriges regering att alla som skaffade en persondator hemma kunde göra avdrag för den. Syftet med reformen var att höja den digitala kompetensen i Sverige. Detta beslut, som kallades hem-PC-reformen, revolutionerade pc-försäljningen och ledde till att många svenska hushåll fick sin första dator och internetanslutning.

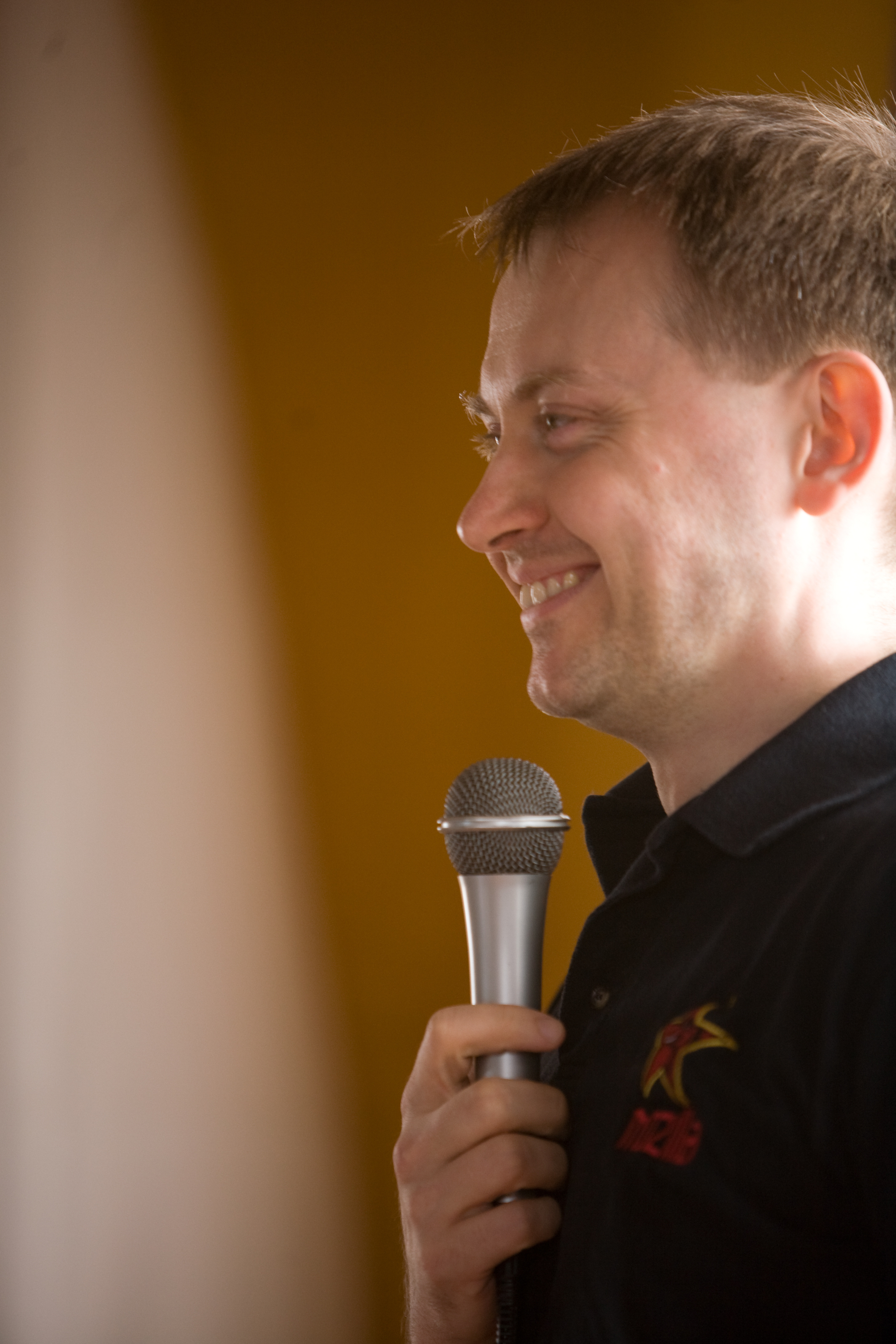
Jonas Birgersson.

Vid denna tid gick it-bolag som Framfab, Icon Medialab och Spray i bräschen för internetutvecklingen i Sverige och såväl Sverige som världen befann sig i den så kallade IT-bubblan. Jonas Birgersson, vd för Framfab, kallades "Bredbands-Jesus" och symboliserade en ny typ av företagsledare. Birgersson brann för att skapa ett fibernät över hela Sverige och liknade det vid 00-talets motsvarighet till 1800-talets järnvägsutbyggnad. År 1999 startades Bredbandsbolaget och meddelade samma dag att HSB:s 350 000 bostadsrätter skulle kopplas upp med bredband, vilket utgjorde cirka 10 procent av det totala antalet i flerfamiljshus. Målet var att surfandet, som hittills skett via modem över tunna telefontrådar, skulle gå riktigt snabbt. Telia kontrade med att man skulle investera 1,4 miljarder kr

## 2000-talet
Under 2000-talets början var IT-kraschen ett faktum. Den 6 mars 2000 föll börsen och många företag drogs med. Innan fallet stod Ericsson för nästan 40 procent av Stockholmsbörsens samlade värde (1 800 miljarder kronor). På två och ett halvt år rasade företagets börskurs från 826 kronor till 16,85 kronor. Andra svenska företag som drogs med i fallet var e-handelssajterna Boo.com och Letsbuyit.com.
År 2001 lanseras encyklopedin Wikipedia och samma år startas svenskspråkiga Wikipedia. Även det liknande svenska uppslagsverket Susning.nu startades detta år och var under många år större än Wikipedia i Sverige.
ADSL introducerades 2001 på 25 prioriterade orter via Telias ADSL-tjänst. Med 150 kbit/s sändningshastighet och 512 kbit/s mottagningshastighet. Till en början försökte Telia debitera per överförd datamängd men detta fick man snart ge upp i den uppkomna konkurrenssituationen.[källa behövs]
År 2000 hade 51 procent av den svenska befolkningen (12 år och uppåt) tillgång till internet i hemmet medan 62 procent hade tillgång till dator i hemmet. På fem år hade internettillgången ökat med 49 procent. Två procent hade tillgång till bredband.

### Spel, bloggar, censur, fildelning
Under denna period flyttade datorspelandet i allt högre grad ut på nätet. År 2001 vann det svenska laget Ninjas in Pyjamas de första världsmästerskapen i Counter-Strike.

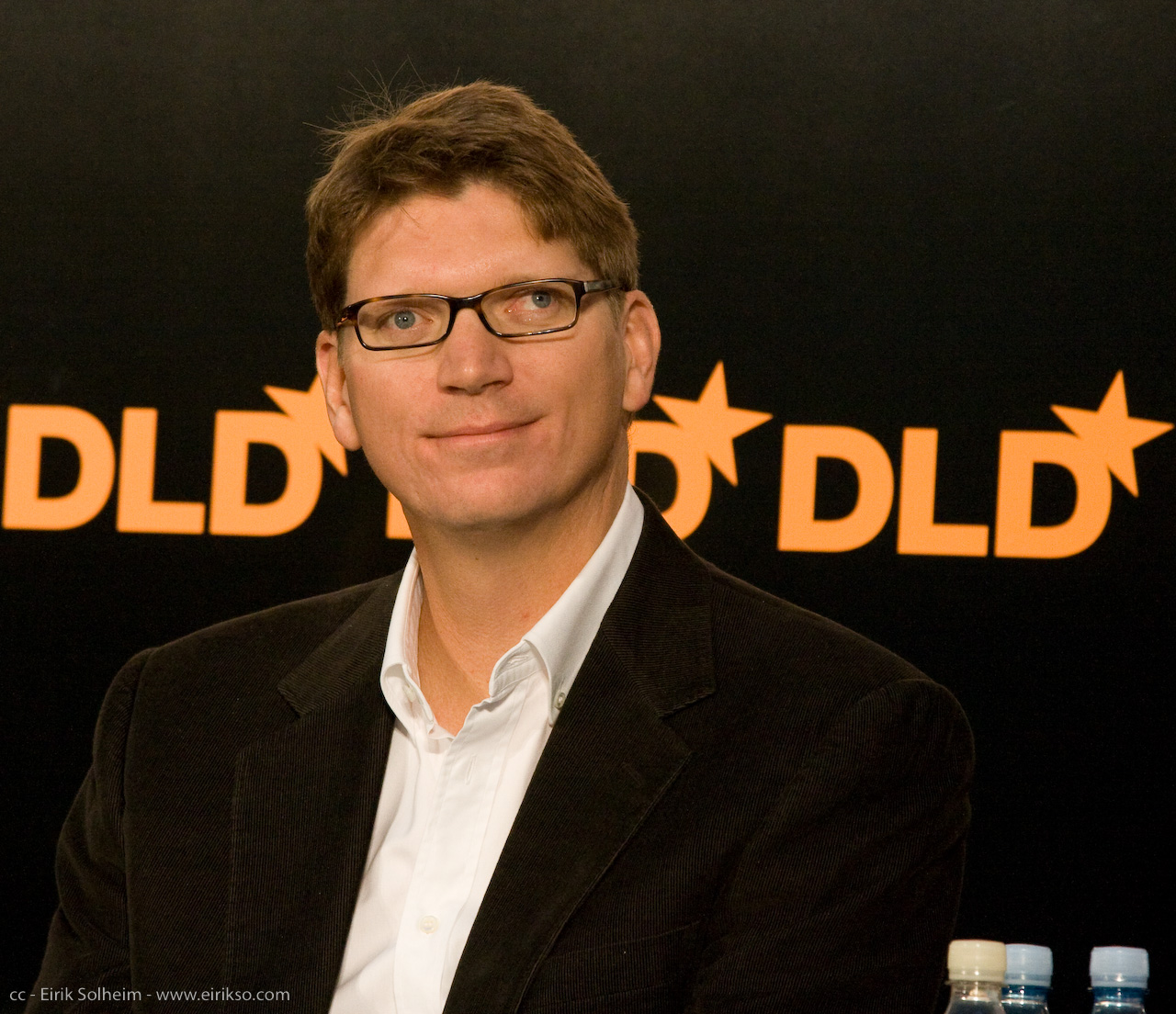
Niklas Zennström, som startade både tjänsterna Kazaa och Skype.

Musik i MP3-format började nu vinna mark gentemot CD-skivan. Niklas Zennström skapade fildelningstjänsten Kazaa som tillsammans med Napster störde musikbranschen då filerna gratis kan delas mellan användarna. Till följd av det ökande fildelandet startades Piratbyrån och Antipiratbyrån. Även den svenska bittorrentsajten The Pirate Bay startas, där kan alla ladda ner filmer, datorprogram och spel.
År 2003 flyttade även en del av telefonin till nätet, genom Niklas Zennströms tjänst Skype. Skype köptes sedan upp av auktionssajten Ebay för miljardbelopp. Genom tjänsten blev bland annat utrikessamtal gratis.

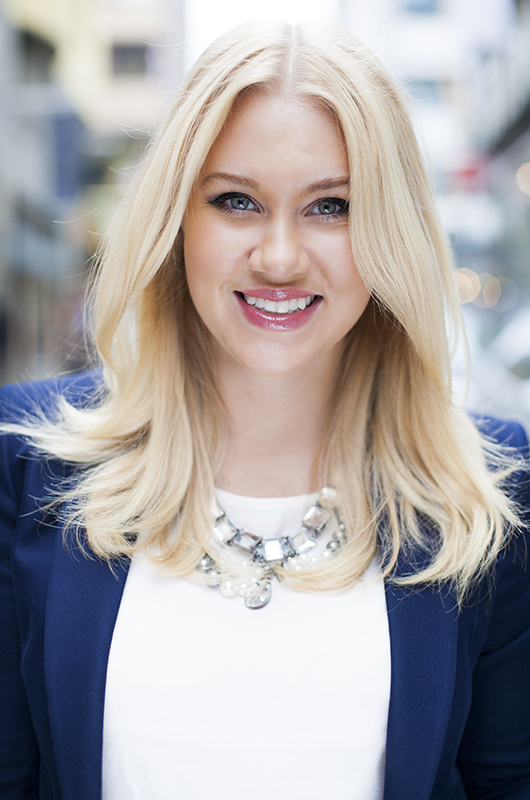
Isabella Löwengrip, som under namnet Blondinbella, blev en inflytelserik bloggare.

Under mitten av 00-talet började webben bygga mer på interaktion och samarbete snarare än statiska hemsidor, vissa kallar detta fenomenet för webb 2.0. År 2005 startades Youtube, följande år kom Twitter och Facebook som snabbt blev populära i Sverige. Dessa tjänster bygger på användarnas material vilket är något som svenskarna sedan tidigare varit duktiga på med sociala nätverk som Lunarstorm och Skunk. Under denna period, mitten på 00-talet, blev fenomenet med bloggar mycket populärt. En av de svenska pionjärerna och de mest populära bloggarna drevs vid denna tid av Isabella Löwengrip, då mer känd under namnet "Blondinbella".
I takt med att en allt större del av livet flyttade ut på nätet blev även fildelning och integritet på nätet en allt viktigare fråga, i synnerhet för de unga vuxna. År 2006 startades Piratpartiet. Partiet står för personlig integritet, fri kultur och begränsning av upphovsrätt och patent. Vid Europaparlamentsvalet 2009 blev de en av valets stora vinnare när de röstades in i EU-parlamentet med 7,1 procent av rösterna.
Samma år som Piratpartiet grundades, 2006, grundades också streamingtjänsten Spotify, av den då 23-årige Daniel Ek och Tradedoublergrundaren Martin Lorentzon. 2008 lanserades tjänsten för allmänheten samt blev mycket populär och kom att ta död på mycket av musikfildelningen i Sverige.
Sverigedemokraternas webbplats stängdes den 9 februari 2006 efter att en tjänsteman vid Utrikesdepartementet och personal från Säkerhetspolisen (Säpo) hade kontaktatat webbhotellet Levonline AB. Det ledde till utrikesminister Laila Freivalds avgång.
År 2007 lanserades Iphone och det samt framväxten av andra smartmobiler har gjort mycket för användningen av internet i Sverige. Jämfört med tiden före Iphones lansering år 2007 lägger svenskar fyra till fem gånger så mycket tid på internet år 2020.
År 2009 kom en mycket uppmärksammad dom mot The Pirate Bay; företrädarna Fredrik Neij, Gottfrid Svartholm Warg, Peter Sunde och Carl Lundström dömdes till fängelse och skadestånd på 46 miljoner kronor för upphovsrättintrång. Enligt The Pirate Bay själva stod de ett tag för 40 procent av världens internettrafik. Webbplatsen lever vidare även om fildelningen i viss mån minskat, till följd av framgångsrika lagliga alternativ.

## 2010-talet
År 2010 använde cirka 92 procent av Sveriges befolkning internet, vilket gjorde Sverige till det land i EU där det finns flest internetanvändare i förhållande till folkmängden. I hela Europa är det bara Island som ligger före med 97 procent.
År 2011 hade 5 procent av den svenska befolkningen (+12 år) tillgång till surfplatta i hemmet och 27 procent använde sig av smartmobil.
Det var vid denna tiden vanligt att titta på film och serier genom tjänster som Netflix, HBO Nordic, Viaplay och SVT Play. Ett spel som slog igenom stort vid denna tid är Minecraft som lanserades för köp 2011. Spelet är skapat av svensken Markus "Notch" Persson från Norsborg. I spelet kan användaren bygga egna världar i ett gränssnitt som till viss del liknar Lego. När "Notch" några år senare sålde företaget till Microsoft blev han multimiljardär.
Under 2010-talet utmärkte sig Sverige när det kom till framgångsrika uppstartsbolag inom tekniksektorn. År 2018 hade Sverige producerat flest enhörningsföretag i världen per capita, efter Silicon Valley, och låg högt när det kom till antalet exits, det vill säga uppstartsföretag som antingen sålts till ett annat bolag eller börsnoterats. Dessa framgångar har bland annat förklarats med Sveriges starka och långa ingenjörstradition, öppenhet för nya idéer, en tidig och bred internetanvändning, sociala skyddsnät, hem-PC-reformen samt lärdomar från den första IT-boomen under 1990-talet.

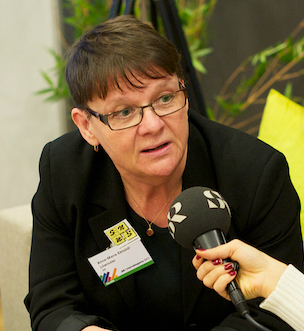
Anne-Marie Eklund Löwinder, den första svensk som valts in i Internet Hall of Fame och som har en av de sju nycklarna till domännamnssystemets rotservrar.

År 2013 blev säkerhetsexperten Anne-Marie Eklund Löwinder första svensk att väljas in i Internet Hall of Fame. Följande år startas initiativet The Global Commission on Internet Governance som ska utreda nätets framtida styrning. Carl Bildt fick till uppdrag att leda arbetet.
I september 2013 blev Pewdiepie, alias för Felix Kjellberg, världens mest prenumererade Youtuber. Han hade då 13 miljoner följare och drog in mångmiljonbelopp på sin Youtubekanal där han spelar och kommenterar datorspel. Tre år senare, 2016 hade han 45 miljoner prenumeranter och tidningen Time rankade honom som en av världens 100 mest inflytelserika personer.
Telia upphörde 2014 med uppringt internet via telefon.
Den 4 december 2014 invigdes Sveriges Internetmuseum.
År 2017 hade 69 procent av den svenska befolkningen (12 år och uppåt) tillgång till surfplatta i hemmet, användningen hade då ökat med 64 procentenheter sedan 2011. År 2017 använde sig 93 procent av befolkningen av smartmobil vilket var en ökning med 66 procentenheter sedan 2011.
Den 1 mars 2018 införde regeringen Löfven en statlig internetgaranti som innebär att oavsett var i Sverige man bor ska man ha tillgång till digitala tjänster. Regeringen ger därför ett stöd till privatpersoner som ska ge dem telefoni och internet på minst 10 Mbit/s. Stödet administreras av Post- och telestyrelsen. Den 1 september inrättade regeringen en ny myndighet: Myndigheten för digital förvaltning (DIGG eller digitaliseringsmyndigheten) vars uppgift är att stödja, samordna och följa upp digitalisering inom svensk offentlig förvaltning. Myndigheten skapades i syfte att minska fragmenteringen av styrningen av svensk digital förvaltning och är bland annat tillsynsmyndighet för webbtillgänglighetsdirektivet.
Enligt OECD är Sverige ledande i användningen av digital teknik och har mindre digitala klyftor än de flesta andra länder. Enligt Internetstiftelsen upplevde en dryg miljon svenskar att de levde i ett digitalt utanförskap i slutet av decenniet. Framförallt var det de äldre åldersgrupperna som sällan använde internet. År 2018 visade en brittisk undersökning att Sverige hade näst snabbast bredband i världen med 46 Mbit/s. Endast Singapore hade snabbare med 60,39 Mbit/s.

## 2020-talet
2020-talet inleddes med Coronaviruspandemin vilket ledde till ökad användning av internet på flera fronter i samhället. Exempelvis övergick många arbetsplatser till hemarbete och många skolor ställde om från skolundervisning till distansundervisning. Social distansering rekommenderades i Sverige vilket ledde till att många var hänvisade till att hålla kontakten med sin familj och vänner över videosamtal och e-handeln i Sverige ökade. Undersökningen Svenskarna och internet visade att framförallt äldre invånare nyttjade internet i större utsträckning under pandemin.

## Mobil datauppkoppling
År 1981 blev Nordiska mobiltelefonisystemet (NMT) tillgängligt. Systemet gör NMT DATA tillgängligt vilket gör det möjligt att etablera mobil datorkommunikation med specialmodem i en hastighet av 1200 bit/s. Uppkopplingen debiterades med dyr samtalstaxa per minut. NMT-nätet stängdes ner 31 dec 2007, men frekvenserna och namnet NMT övertogs av det amerikanska 3G-systemet CDMA2000 och operatören Net 1 med en licens från PTS som går ut 2015. År 1992 blev mobiltelefoninätet GSM tillgängligt med möjlighet till datakommunikation med en datahastighet på 9600 bit/s som debiterades med dyr samtalstaxa per minut.
År 2000 försågs 2G-mobiltelefonnätet GSM med paketförmedling (GPRS, ibland kallat 2.5G) som gör det möjligt att överföra enstaka databitar, med debitering per databit istället för per uppkoppling och dess varaktighet. Prissättningen med hög avgift per MByte gjorde möjligheten endast ekonomiskt möjlig för användningsområden med högt värde per databit. År 2003 lanserades 3G-mobiltelefonnät med W-CDMA-tekniken vilket gjorde effektiv, och därmed billig, mobil uppkoppling möjlig. Några år senare, 2006, lanserades dessutom HSDPA med hastigheten 7,2 Mbit/s.
År 2007 erbjöd en av operatörerna med W-CDMA teknik 0,384 Mbit/s för 99 SEK/månad där det ingick 1 GB dataöverföring varje månad. Mer dataöverföring kostade 1,49 SEK/MB, med ett pristak på 399 SEK/månad. Stockholm och Oslo blev 2009 först i världen med 4G-mobilnätet LTE, ursprungligen med hastigheter på 50 respektive 100 Mbit/s.